# کژشووکا
کژشووکا (به لهستانی:  Krzeszówka) یک روستا در لهستان است که در گمینا کشانژ ویلکی واقع شده‌است.
 کژشووکا  ۱۹۰ نفر جمعیت دارد.